# Plesiops multisquamata
Plesiops multisquamata är en fiskart som beskrevs av Inger, 1955. Plesiops multisquamata ingår i släktet Plesiops och familjen Plesiopidae. Inga underarter finns listade i Catalogue of Life.